# Klara Lindh-stipendiet
Klara Lindh-stipendiet är ett stipendium som inrättades 2008 i Klara Lindhs anda. Stipendiet tilldelas en journalist som har ”gjort en betydande journalistisk insats för att i vid mening verka för demokrati och allas likaberättigande”. Det delas ut av Nya Stiftelsen Gefle Dagblad, och pristagaren tillkännages på Klara Lindhs dödsdag, 8 mars. När det infördes 2008 var prissumman 50 000 kronor. När Anna Gullberg mottog priset 2022 var prissumman 100 000 kronor.

## Pristagare
- 2008: Daniel Siksjö, Gefle Dagblad[3]
- 2009: Birgitta Ulming Strand och Karin Näslund, Sundsvalls Tidning'[3]
- 2010: Ulla Granqvist, Östersunds-Posten[3]
- 2011: Lilian Sjölund, Gefle Dagblad och Nina Funke, Dalarnas Tidningar[5]
- 2012: Evy-Ann Mattsson, Länstidningen Östersund[6]
- 2013: Joanna Wågström, Arbetarbladet[7]
- 2014: Dalarnas Tidningar'[3]
- 2015: Johan Järvestad, Gefle Dagblad'[3]
- 2016: Gefle Dagblad[8]
- 2017: Karin Jonsson, kulturredaktör, Östersunds-Posten[9]
- 2018: Eva Ejdeholt och Beatrice Emmerik, Nerikes Allehanda[2]
- 2019: Gabriel Ehrling Perers, politisk redaktör, Dalarnas Tidningar[10]
- 2022: Anna Gullberg, Expressen[11][4]
- 2023: Kristian Ekenberg, kulturredaktör, Gefle Dagblad